# 施泰采爾巴赫河
50°01′40″N 10°30′48″E / 50.027882°N 10.513365°E
施泰采爾巴赫河是德國的河流，位於該國東南部，由巴伐利亞負責管轄，屬於美因河的右支流，河道全長6.4公里，流經哈斯富特。